# Galerula
Galerula is een geslacht van schimmels behorend tot de familie Hymenogastraceae. 

## Soorten
Volgen Index Fungorum telt het geslacht vier soorten (peildatum november 2023):
| Soortnaam              | Auteur(s) | Publicatiejaar |
| ---------------------- | --------- | -------------- |
| Galerula coniferarum   | Murrill   | 1917           |
| Galerula hemisphaerica | Murrill   | 1917           |
| Galerula lignicola     | Murrill   | 1917           |
| Galerula parvula       | Murrill   | 1917           |